# ルーンプリンセス
Rune Princess（ルーンプリンセス）は、エンターブレインの雑誌『DearMy...』及び『マジキュー』で連載されていた読者参加企画。
新井輝のライトノベル作品『ルーンウルフは逃がさない!』（ファミ通文庫刊）に登場する「十三王国」の数千年後の世界に存在する新十三王国（ネオ・サーティーン）が舞台となっている。
イラストレーション・キャラクターデザインは『ルーンウルフ』と同じ みさくらなんこつ。

## ストーリー
新十三王国の国々は、いつか世界を救うために現れると信じられている勇者を迎えるために塔を築き、各国のプリンセスが国を代表して塔に籠もり勇者の出現を願って祈りを捧げている。

## プリンセス
新十三王国のうち、新乙女王国（ネオ・ヴァルゴニア）は滅亡して遺跡を残すのみとなっている。
ベアトリス・アリエステート - 「勇者様」声：落合祐里香
新牡羊王国（ネオ・アリエシア）のプリンセス。賢く淑やかな性格をしており、ロマンチスト。本作品のメインヒロイン的存在。読書と天体観測が趣味。
アナスターシャ・チリエスカヤ - 「勇者たん」声：金田朋子
新牡牛王国（ネオ・タウラシア）のプリンセス。いつも「ボッカ」と言う謎の飲み物を飲んでいる。貧しい国で育った為、忍耐強い。料理が得意。
フロランス・ジェモニーナ - 「勇者殿」声：田中理恵
新双子王国（ネオ・ジェミニール）のプリンセス。バイオリン演奏が趣味。高飛車かつ優雅。ぬいぐるみ収集が趣味。
シャンシャン・フーロンシェ - 「勇者氏」声：仲西環
新巨蟹王国（ネオ・キャンサリア）のプリンセス。「究極のモモ饅」を勇者に食べさせる為に悪戦苦闘する。カンフーの達人。天真爛漫かつ傍若無人。
キャサリン・リオラント - 「マイヒーロー」声：飯塚雅弓
新獅子王国（ネオ・レオリア）のプリンセス。明るく能天気な眼鏡娘。冒険小説が好きで、感情移入が激しい。
カタルッシア・ジュゴニセラ - 「勇者の君（ゆうしゃのきみ）」声：吉川由弥
新天秤王国（ネオ・ライブリア）のプリンセス。能天気でサバサバした性格。フィギュア製作が趣味。
マリンカ・エスコルピオーネ - 「ゆーゆー様」声：又吉愛
新蠍王国（ネオ・スコルピオン）のプリンセス。洋服の自作が趣味。明るく礼儀正しい性格で、誰からも愛される。
メルシリス・ハイダラー - 「勇者ちゃん」声：松来未祐
新蛇遣連邦（ネオ・サーペンタリア）のプリンセス。虚弱体質で、事あるごとに血を吐く。おっとりした性格で物事には無反応。
メアリッテ・サジテリアリア - 「勇者君（ゆうしゃくん）」声：田村ゆかり
新射手王国（ネオ・サジタリア）のプリンセス。ワッフルが好物で、いつもペットの「クマ」を連れている。楽器演奏が趣味だが、その腕前は壊滅的。のんびりしていて素直。感覚が少し変。
マティルデ・ガストシュタイン - 「勇者さん」声：清水愛
新山羊王国（ネオ・カプリコン）のプリンセス。勇者に会うべく自作の翼で飛行実験を試みるが、いつも墜落する。陽気でフレンドリー。
エイミー・アクエリス - 「勇者たま」声：南里侑香
新水瓶王国（ネオ・アクエリア）のプリンセス。幼少期からサバイバル生活を強いられている。堅実な努力家。
イングリッド・ピストデル - 「勇者っち」声：佐久間紅美
新双魚王国（ネオ・パイシス）のプリンセス。黒魔術が趣味。クールな雰囲気を漂わせるサディスト。勉強は苦手。

## 雑誌連載
DearMy...（2002年11月号 - 2004年3月号）
『DearMy...』2002年11月号より連載開始。各国のプリンセスを、イラストストーリーを交えながら1人ずつ紹介する形式が取られたが、同誌が2004年3月号で休刊し『マジキュー』に統合されたことからこの形式は8人目のエピソードまでで打ち切られ、かなり強引な形で移行した。
マジキュー（Vol.2 - 21）
雑誌を移動しての新展開は、プリンセスが2人1組で現代の日本に出現し各地を旅しながら勇者を捜すというストーリーになった。これに伴い、プリンセスに来て欲しい場所を読者から募集していたが、この展開も明確な進展が無いままプリンセスが全員集合して共同生活を始める展開に。連載終盤では勇者の存在はほとんど忘れ去られた状態になってしまっていた。

## ゲーム
プリンセスソフトより2005年11月24日に発売された。対応機種はPlayStation 2。
山手線の沿線に出現した12の塔に住まう12人のプリンセスと主人公の学園生活を描く。

### ゲーム版の登場人物
松戸 勇作（まつど ゆうさく）
主人公。中学2年生。ほんの少しだけ超能力とおぼしき力を持っているが、自慢するほどのものではないと考え周囲にはそのことを黙っている。それ以外には、特に秀でた所も無い平凡な少年だがある日、山手線の沿線に出現した塔から現れたプリンセス達に「勇者」と呼ばれ、生活が一変する。
ユミィ
声：間宮くるみ
時々、勇作の前に出現する謎の少女。滅亡した新乙女王国と関係があるらしい。

## 関連書籍
全てエンターブレイン刊。
ルーンプリンセス 星に願いを……（斉藤ゆうすけ・著、ファミ通文庫）
2005年11月30日初版発行 ISBN 4757725132
ルーンプリンセス ビジュアルファンブック
2006年2月13日初版発行 ISBN 4757725418
ルーンプリンセス プレミアムファンブック
2006年6月30日初版発行 ISBN 4757728859

## CD

### イメージアルバム Vol.1
エンターブレインから発売されている『DearMy...』で好評連載の作品のイメージアルバム。キャラクターソングや短編ドラマなどを収録。
収録曲
1. 雲の向こうへ
歌：ベアトリス・アリエステート（落合祐里香）
作詞・作曲：広木由架／編曲：五島翔
2. ベアトリス・アリエステート
出演：落合祐里香
3. マティルデ・ガストシュタイン
出演：清水愛
4. メアリッテ・サジテリアリア
出演：田村ゆかり
5. シャンシャン・フーロンシェ
出演：仲西環
6. フロランス・ジェモニーナ
出演：田中理恵
7. アナスターシャ・チリエスカヤ
出演：金田朋子
8. メリー・ゴー・ランド
歌：ベアトリス・アリエステート（落合祐里香）
作詞：広木由架／作曲・編曲：大川茂伸
9. 番外編・聖十三国女学園
出演：？？？

### イメージアルバム Vol.2
エンターブレインから発売されている『DearMy...』で好評連載の作品のイメージアルバム第2弾。イメージソングや、全12キャラ中6人のキャラクター分のミニドラマなどを収録。
収録曲
1. 雲の向こうへ（オープニングテーマ）
歌：ベアトリス・アリエステート（落合祐里香）
作詞・作曲：広木由架／編曲：五島翔
2. メルシリス・ハイダラー
出演：松来未祐
3. キャサリン・リオランド
出演：飯塚雅弓
4. カタッルシア・ジュゴニセラ
出演：吉川由弥
5. イングリッド・ピスドテル
出演：佐久間紅美
6. マリンカ・エスコルピオーネ
出演：又吉愛
7. エイミー・アクエリス
出演：南里侑香
8. ピュアホワイト（エンディングテーマ）
作詞：広木由架／作曲：？
9. 番外編・聖十三王国女子寮
出演：？？？

### Vocal Album
『Rune Princess Vocal Album』（ルーンプリンセス ヴォーカルアルバム）は、読者参加企画『ルーンプリンセス』のキャラクターソングアルバム。
収録曲
1. プロローグ [4:12]
2. 届きますように。。。 [4:58]
歌：ベアトリス・アリエステート（落合祐里香）
作詞：広木由架／作曲・編曲：五島翔
3. UP CURRENT [3:51]
歌：マティルデ・ガストシュタイン（清水愛）
作詞：木本慶子／作曲・編曲：堀隆
4. 君にハニーパイ [3:54]
歌：メアリッテ・サジテリアリア（田村ゆかり）
作詞：広木由架／作曲・編曲：大川茂伸
5. ふんわりめしませ [4:00]
歌：シャンシャン・フーロンシェ（仲西環）
作詞：木本慶子／作曲・編曲：大川茂伸
6. フリルな気分 [4:31]
歌：フロランス・ジェモニーナ（田中理恵）
作詞：高井ウララ／作曲・編曲：堀隆
7. 小さな女の子は好きですか [3:53]
歌：アナスターシャ・チリエスカヤ（金田朋子）
作詞：木本慶子／作曲：佐藤英敏／編曲：五島翔
8. 以心伝心 [5:08]
歌：メルシリス・ハイダラー（松来未祐）
作詞：広木由架／作曲・編曲：大川茂伸
9. キット…モット… [3:45]
歌：キャサリン・リオラント（飯塚雅弓）
作詞：広木由架／作曲・編曲：大川茂伸
10. FIGURED DREAM [4:08]
歌：カタルッシア・ジュゴニセラ（吉川由弥）
作詞：木本慶子／作曲・編曲：YUPA
11. DROP OF WISH [6:07]
歌：イングリッド・ピストデル（佐久間紅美）
作詞・作曲：高井ウララ／編曲：五島翔
12. DRESS [4:49]
歌：マリンカ・エスコルピオーネ（又吉愛）
作詞：MARIA／作曲・編曲：牧野信博
13. 夢の続き [3:54]
歌：エイミー・アクエリス（南里侑香）
作詞：MARIA／作曲・編曲：牧野信博
14. エピローグ [2:23]

### Audio Collection
収録曲
1. Rune Pride
歌：畑亜貴
  - PS2用ゲームソフト『Rune Princess』オープニングテーマ
2. Dinner Party
3. 空へのステップ
4. A Walk Across In The Rain
5. 熱烈颱風小姐
6. In Royal Spirits
7. ボッカは百薬の長なのれす
8. 人情浪花節
9. CatWalk
10. あの葉が落ちたら
11. Tea Time
12. 単純明快
13. Lucky Girl
14. Flashback
15. Stay
16. Happy Day
17. てへ☆
18. 祈り
19. 星に願いを
20. おまぬけ
21. A feeling of tension
22. Crisis
23. 決心
24. An overflowing thought
25. また会う日まで
26. 願いひとつ（エンディングテーマ）
27. Rune Pride（カラオケ）